# سامیه بلوچ‌زهی
سامیه بلوچ‌زهی متولد ۱۳۶۶ دختر مجرد و سنی مذهب است که در سال ۱۳۹۲ با کسب اکثریت آرای اعضای شورای شهر سرباز توانست شهردار شهر شود. بلوچ‌زهی در واحد علوم و تحقیقات دانشگاه آزاد تهران و در رشته مهندسی منابع طبیعی تحصیل کرده است.